# ابی پرسر
ابی پرسر (انگلیسی: Abbie Prosser) سابقه بازی در تیم ملی بانوان انگلیس را دارد. وی زادهٔ ۱۹۹۱ میلادیست.